# Gants de boxe
Les gants de boxe sont des gants que les combattants portent pour adoucir l'impact (pour eux et leur adversaire) pendant les matchs de boxe. Ils sont souvent secondés par d'autres protections plus défensives (coquille, protège-dents, plastron...) selon le sport pratiqué.
De plus, pour une meilleure protection des phalanges et pour absorber la transpiration, ce qui protège le gant, les boxeurs utilisent des bandes qu'ils mettent avant les gants.
Un gant de boxe adoucit l'impact afin d'éviter les blessures ouvertes, mais il permet des coups plus puissants entraînant plus facilement un knockout que dans un combat à mains nues ; leur introduction a fortement raccourci la durée des combats.

## Histoire

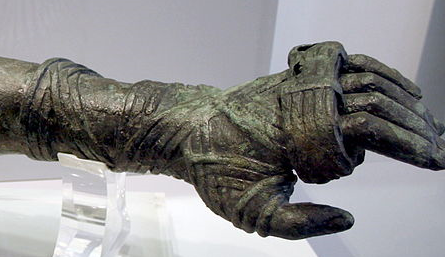
Bandages en cuir dans la Grèce antique

Le gant de boxe existe à peu près depuis le début de la boxe, c'est-à-dire il y a 3 000 ans. Tout commença par les grecs antiques qui enveloppaient leurs mains de bandes en cuir dans le seul but de protéger leurs poings. En effet, alors que beaucoup de gens pensent que les gants servent à protéger la personne recevant les coups, ceux-ci servent tout simplement à protéger les mains et plus particulièrement les os qui sont très petits et fragiles. 
Quand les Romains ont repris la boxe en 30 av. J.-C., ils ont également repris les « gants » grecs constitués d'une simple bande en cuir mais ont renforcé les joints et ajouté des plaques métalliques et des pointes aux bandes, un véritable objet de torture et de mort. 
Jack Broughton, qui était champion de boxe en Grande-Bretagne au début des années 1700, est considéré comme l'inventeur des gants de boxe modernes rembourrés. Ce n'est qu'en 1867 qu'ils devinrent obligatoires lors des combats de boxe, sous l'impulsion de John Graham Chambers à Londres qui a publié les règles modernes. Les gants de boxe sont aujourd'hui définis par leur poids et selon les différents types de boxe.

## Composition

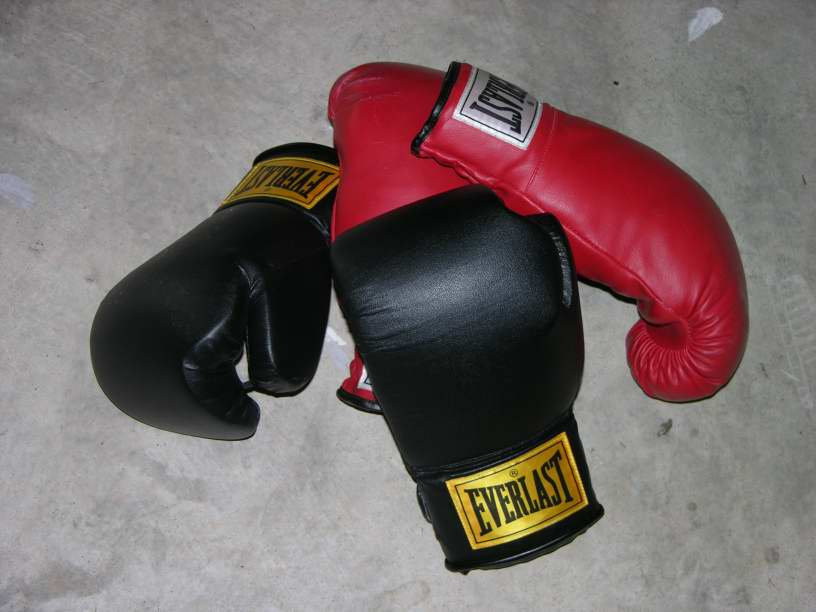
Gants de boxe

Les gants de boxe se composent de 3 parties importantes : la main et les doigts, le pouce et enfin le poignet :
- Les doigts doivent être protégés au niveau des premières phalanges (les phalanges visibles une fois que vous avez fermé le poing) et articulations. Pour soi-même bien sûr, mais surtout pour l'adversaire, car ne perdons pas de vue qu'une protection de ce type est utile certes pour ne pas se blesser, mais aussi pour ne pas "abîmer" l'opposant.
- Le pouce du gant doit être attaché à la partie couvrant la main. On évitera ainsi dans certains gestes maladroits ou imprévus de le retourner, ce qui peut être d'une part très douloureux, mais aussi incapacitant pour un certain temps.
- Le poignet quant à lui doit être renforcé pour éviter là aussi d'être soumis à des rotations involontaires.

## Poids
Le poids des gants de boxe est indiqué en once (abréviation OZ). 1 once équivaut à environ 28 g.
| 6 oz  | 8 oz     | 10 oz    | 12 oz    | 14 oz    | 16 oz    | 18 oz    |
| ----- | -------- | -------- | -------- | -------- | -------- | -------- |
| 170 g | 226,80 g | 283,50 g | 340,20 g | 396,90 g | 453,60 g | 510,30 g |

## Impact des gants sur la sécurité et les blessures
L'utilisation de gants rembourrés (comme les gants de boxe) protège les poings du porteur mais ne prévient pas les lésions cérébrales à moins d'être tellement grands qu'ils sont difficiles à utiliser,. Ces gants protègent les poings et permettent des coups plus puissants que lors combats à mains nues, et c'est le changement d'accélération de la tête qui déchire les vaisseaux sanguins et non l'impact avec le gant.

## Exemples de sports nécessitant des gants de boxe
- Boxe anglaise
- Savate Boxe Française
- Sanda
- Muay Thai